# Franklin Dyall
Franklin Dyall (Liverpool, 3 de fevereiro de 1870 – Worthing, Sussex, 8 de maio de 1950) foi um diretor, produtor e ator britânico da era do cinema mudo. Dyall atuou em 26 filmes entre 1916 e 1948. Ele era o pai do ator Valentine Dyall.

## Filmografia selecionada
- Esther (1916)
- The Garden of Resurrection (1919)
- Easy Virtue (1928)
- Captain's Orders (1937)
- Mr. Satan (1938)
- The Ringer (1938)
- All at Sea (1940)
- Yellow Canary (1943)
- Bonnie Prince Charlie (1948)